# Золотоношский округ
Золотоношский округ (укр. Золотоніська округа) — единица административного деления Полтавской губернии Украинской ССР, существовавшая в 1923—1925 годах.

## История
Золотоношский округ был образован 7 марта 1923 года в составе Полтавской губернии. В его состав вошли бывший Золотоношский уезд (20 волостей), 4 волости Пирятинского уезда и 6 волостей Переяславского уезда. При этом округ был разделён на 9 районов: Веремиевский, Гельмязовский, Драбовский, Золотоношский, Ирклеевский, Ковалевский, Переяславский, Песчанский и Чернобаевский.
3 июня 1925 года Золотоношский округ был упразднён. При этом Переяславский район был передан в Киевский округ, Драбовский и Ковалевский — в Прилукский округ, Веремиевский — в Кременчугский округ, а Гельмязовский, Золотоношский, Ирклеевский, Песчанский и Чернобаевский — в Черкасский округ.